# Zeitschneise

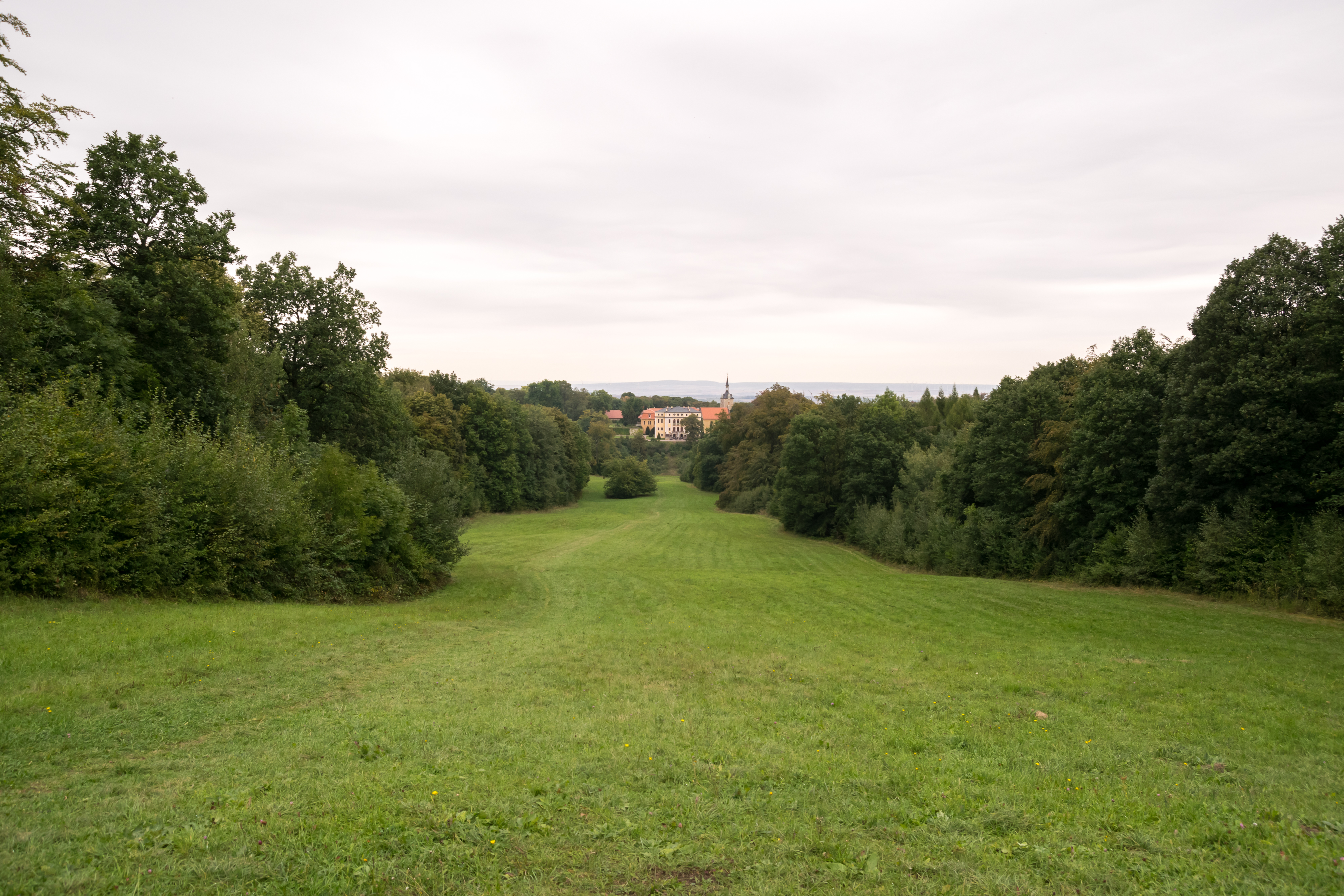
Blick auf Schloss Ettersburg

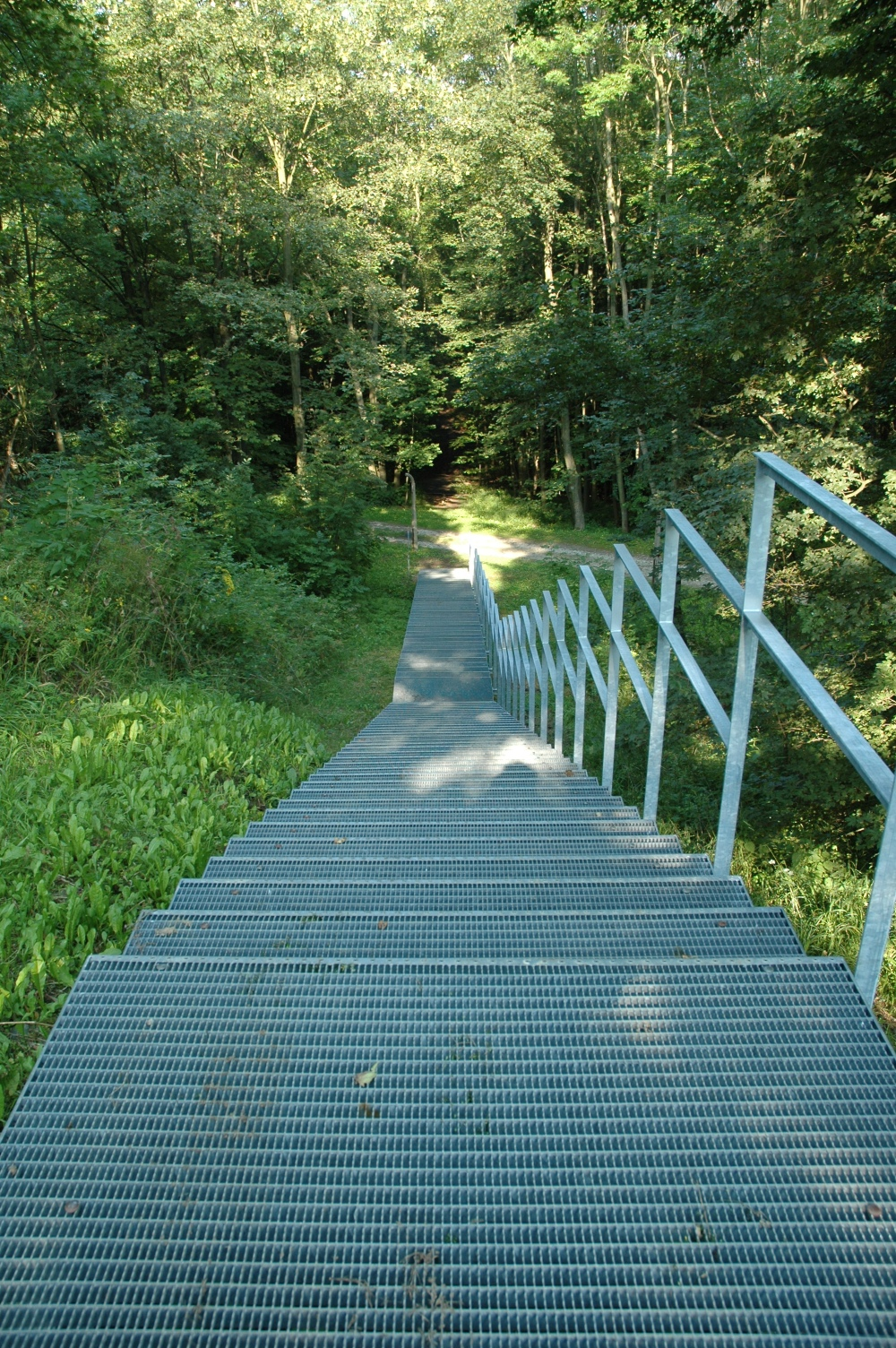
Zeitschneise

Die Zeitschneise ist ein an der Nordseite des Großen Ettersberges in Thüringen angelegter Pfad, der symbolisch von Schloss Ettersburg (und in dessen Nähe das Bodendenkmal Die Burg), das auch Bezüge zum Klassischen Weimar und zur Weimarer Klassik insbesondere zu Goethe hat und für die Humanität steht, über den Pücklerschlag, die Ringwallanlage Brunfthof und damit den Jagdstern durch den Wald letztlich zum Konzentrationslager Buchenwald führt, einem Ort, der Weimar mit seiner schlimmsten Geschichte während des Nationalsozialismus konfrontiert. Er führt über den Postenring letztlich fast bis an das Krematorium. Es ist gewissermaßen sinnbildlich der kurze Weg zwischen kulturellem Höhenflug und der unvorstellbarsten Barbarei.
Die sogenannte Grünehausallee, die zum Jagdstern gehörte, hatte 1937 als Bezugslinie beim Bau des Konzentrationslagers gedient. Das Konzept von Walther Grunwald aus Berlin wurde 1999 realisiert. Es wurde zur Zeitschneise ausgebaut. Von Grunwald ging hierzu auch die Initiative aus. Das war das Kulturstadtjahr Weimars.